# 159.ª Brigada Mixta (Ejército Popular de la República)
La 159.ª Brigada Mixta —anteriormente, la 6.ª Brigada vasca— fue una unidad del Ejército Popular de la República que tomó parte en la Guerra Civil Española, operando principalmente en el frente del Norte.

## Historial
La unidad fue creada el 26 de marzo de 1937, en el seno de la 2.ª División vasca, a partir de los batallones «UGT 13» n.º 28, «Amusátegui» n.º 35 y «Rebelión de la Sal» n.º 59; con posterioridad se le añadiría otro batallón, el «Rosa de Luxemburgo» n.º 4, antes de partir al frente. El primer comandante de la brigada fue el mayor de milicias Manuel Cristóbal Errandonea —antiguo comandante del batallón «Rosa de Luxemburgo»—, teniendo a José Luis Amutio como comisario político.
La 6.ª Brigada vasca tomó parte en los combates defensivos del «Cinturón de Hierro» de Bilbao, marchando el 8 de junio hacia Galdácano con el objetivo de intentar contener la ofensiva franquista; durante los duros combates que se desarrollaron en el monte Bizcargui resultaría herido el mayor Cristóbal Errandonea, siendo sustituido sucesivamente por los internacionales Nino Nanetti y Víctor de Frutos. El 13 de junio los restos de la 6.ª Brigada llegaron a Archanda (el batallón «Rebelión de la Sal», por ejemplo, había quedado reducido a 20 hombres); tras la caída de Bilbao la unidad fue sometida a una reorganización en Otañes —se le añadió un batallón más, el «UGT 9» n.º 63—.
A comienzos de agosto la brigada fue reorganizada y recibió la numeración «159», quedando agregada a la 49.ª División del XIV Cuerpo de Ejército. Durante la batalla de Santander la 159.ª Brigada resultó muy quebrantada, por lo que acabaría desapareciendo.
En enero de 1938 se constituyó una unidad de guerrilleros que recuperó la numeración de la antigua brigada.

## Mandos
Comandantes
- Mayor de milicias Manuel Cristóbal Errandonea;[1]
- Mayor de milicias Nino Nanetti;
- Mayor de milicias Víctor de Frutos;[5]
- Mayor de milicias Nicolás Guerendiain;

Comisarios
- José Luis Amutio;[5]